# Dipropylzink
Dipropylzink ist eine chemische Verbindung aus der Gruppe der zinkorganischen Verbindungen.

## Gewinnung und Darstellung
Dipropylzink kann durch Reaktion von Propyliodid mit Zink gewonnen werden.

## Eigenschaften
In der Gasform liegen 74 % der Alkylketten im Molekül von Dipropylzink in synklinaler Konformation vor.

## Verwendung
Durch Reaktion mit Trichlorsilan bei 150 °C kann Tripropylsilan dargestellt werden.
{\displaystyle {\ce {2HSiCl3{}+3Zn(CH2CH2CH3)2->[\mathrm {150~{}^{\circ }C} ]2HSi(CH2CH2CH3)3{}+3ZnCl2}}}

## Sicherheitshinweise
Dipropylzink kann sich an Luft entzünden.